# Droga wojewódzka 962
Die Droga wojewódzka 962 (DW 962) ist eine 9,1 Kilometer lange Droga wojewódzka (Woiwodschaftsstraße) in der Woiwodschaft Kleinpolen in Polen. Die Strecke im Powiat Nowotarski führt von der Landesstraße DK7 zum Grenzübergang zur Slowakei.

## Streckenverlauf
Woiwodschaft Kleinpolen, Powiat Nowotarski
-  Jabłonka (DK 7)
-  Lipnica Wielka
-  Winiarczykówka (PL) – Bobrov (SK)

Žilinský kraj, Okres Námestovo
- (Straße 2276)